# Saxer Lücke
Saxer Lücke är ett bergspass i Schweiz.   Det ligger i kantonen Appenzell Innerrhoden, i den östra delen av landet, 150 km öster om huvudstaden Bern. Saxer Lücke ligger 1 649 meter över havet.
Terrängen runt Saxer Lücke är varierad. Saxer Lücke ligger uppe på en höjd. Runt Saxer Lücke är det tätbefolkat, med 257 invånare per kvadratkilometer.. Närmaste större samhälle är Sankt Gallen, 20,0 km norr om Saxer Lücke. Passet går mellan topparna Hochhus och Saxer First.
I omgivningarna runt Saxer Lücke växer i huvudsak blandskog.